# Max Kaase
Max Kaase (* 14. Mai 1935 in Krefeld) ist ein deutscher Politikwissenschaftler.

## Leben
Kaase studierte an der Universität zu Köln Volkswirtschaftslehre, Soziologie und Politikwissenschaft. Dort erhielt er 1959 ein Diplom als Volkswirt und promovierte 1964. Von 1965 bis 1966 war er Fellow des American Council of Learned Societies (ACLS), von 1968 bis 1971 forschte er mit einem Habilitationsstipendium der Deutschen Forschungsgemeinschaft (DFG) und wurde anschließend Fellow der Ford Foundation von 1971 bis 1972. Von der Universität Mannheim erhielt er 1972 seine Venia Legendi für Politikwissenschaft. Von 1974 bis 1979 war er Direktor des Zentrums für Umfragen, Methoden und Analysen e. V. (ZUMA) in Mannheim. Von Oktober 1993 bis zum Jahr 2000 forschte er am Wissenschaftszentrum Berlin für Sozialforschung (WZB). Von 2000 bis 2003 war Max Kaase Vizepräsident der European Science Foundation (ESF). Ebenfalls seit dem Jahre 2000 ist er Vizepräsident und Dekan der International University Bremen (IUB), von 2003 bis 2006 war er Präsident der International Political Science Association (IPSA).

### Auszeichnungen
Kaase ist seit dem 12. September 2000 Träger des Bundesverdienstkreuzes am Bande. Er erhielt mehrere Auszeichnungen für seine Forschung, u. a. die Ehrendoktorwürden der City University London (2004) und der Universität Bremen.

## Forschungsschwerpunkte
Kaases wissenschaftstheoretische Ausrichtung besteht in der theoriefundierten empirischen Analyse sozialer, politischer und kommunikationswissenschaftlicher Sachverhalte. Dies beinhaltet etwa die Frage nach geeigneten Indikatoren der Demokratiemessung, die festgelegten methodischen Standards genügen müssen. Bei der Überprüfung einer Kausalbeziehung zwischen zwei Variablen, muss der Wissenschaftler z. B. darauf achten, dass er seine Fallauswahl nicht nur entlang der abhängigen Variablen trifft. Wenn man also eine Kausalität zwischen der Existenz weißer Tauben und der parlamentarischen Demokratie für gegeben hält, muss man auch den Taubenbestand in Ländern überprüfen, in denen autokratische Systeme etabliert sind. Ein empirisch-analytischer Sozialforscher muss seine Ansätze also stets der umfassenden Falsifizierbarkeit aussetzen und somit den logischen Zirkelschluss vermeiden. Die angeführte rationale, wissenschaftstheoretische Perspektive Kaases neigt im Allgemeinen zum Positivismus.

## Werk
Durch seine vergleichenden Politik- und Gesellschaftsanalysen trug Kaase maßgeblich zur internationalen Vernetzung der deutschen Sozialwissenschaften bei. Sein wissenschaftliches Wirken beschränkte sich nicht etwa nur auf Deutschland. So erschien 1997 eine in Wissenschaftsdebatten oft zitierte „Bestandsaufnahme der Stärken und Schwächen der Wirtschafts- bzw. Sozialwissenschaften in Westeuropa“, die von einer internationalen Forschungsgruppe unter Leitung Max Kaases, im Auftrag der Europäischen Kommission entstanden war. Er veröffentlichte zahlreiche Werke zusammen mit englischen Wissenschaftlern wie „Beliefs in Government“ oder „Political Action. Mass Participation in Five Democracies“.
Im Laufe seines akademischen Lebens veröffentlichte Kaase weit über hundert Schriften zu einer Vielzahl sozialwissenschaftlicher Themen. Beispiele:

### Beliefs in Government
Beliefs in Government ist der fünfte Teil einer Studie, die sich  mit der Rolle des europäischen Staates und den diesbezüglichen Erwartungen und Vorstellungen aus Zivilgesellschaft und Literatur beschäftigt. Darüber hinaus werden die Rahmenbedingungen staatlicher Steuerung unter Einbeziehung der Einflussnahme transnationaler Interessenvertretungen und internationaler Regime untersucht.
Die empirischen Befunde der „Beliefs in Government“ Studien werden zusammengefasst und im Hinblick auf die massenwirksamen politischen Prozesse im modernen Europa ausgewertet. Vor diesem Hintergrund werden umfassende Schlussfolgerungen über die Bedeutung von politischer Partizipation, Massenmeinung, Postmaterialismus, Postmoderne, sowie demokratischer Stabilität und demokratischen Wandels gezogen. Es handelt sich um eine Publikation von weitreichender wissenschaftlicher Bedeutung und höchster Aktualität.

### Deutschland als Informations- und Wissensgesellschaft
Kaase äußert sich zur Bedeutung empirischer Analysen und Prognosen, besonders im Hintergrund der verstärkten Verbreitung des Internets und moderner Kommunikation. Die rasante Entwicklung der Kommunikationstechnologie und der daraus folgende Wandel von der Industriegesellschaft zur Informations- und Wissensgesellschaft führt dazu, so Kaase, dass es heute utopisch erscheint Voraussagen für die Zukunft zu treffen. Durch Delphi-Studien könne man aber versuchen zumindest gewisse Trends aufzuzeigen. Das ist auch notwendig, damit man rechtzeitig angemessen auf Veränderungen reagieren kann. In diesem Zusammenhang lässt sich zum Beispiel anhand von verschiedenen statistischen Erhebungen erkennen, dass die Annahme eines Wandels zur Informations- und Wissensgesellschaft durchaus auf einer empirischen Grundlage beruht. Indikatoren hierfür sind u. a. die verstärkte Verbreitung des Internets, die positiven Beschäftigungseffekte der Informations- und Kommunikationstechnik (IKT), die Bedeutung der IKT für das wirtschaftliche Wachstum und die noch nicht ausgeschöpften Wachstumspotentiale.

## Veröffentlichungen (Auswahl)
- Wechsel von Parteipräferenzen. Eine Analyse am Beispiel der Bundestagswahl 1961, Verlag Anton Hain, Meisenheim am Glan 1967.
- Political Action. Mass Participation in Five Western Democracies (zusammen mit Samuel H. Barnes), Sage, Beverly Hills 1979.
- Politische Gewalt und Repression – Ergebnisse von Bevölkerungsumfragen. Band IV (zusammen mit Friedhelm Neidhardt). In: Hans-Dieter Schwind, Jürgen Baumann et al. (Hrsg.): Ursachen, Prävention und Kontrolle von Gewalt. Analysen und Vorschläge der Unabhängigen Regierungskommission zur Verhinderung und Bekämpfung von Gewalt (Gewaltkommission), Duncker & Humblot, Berlin 1990.
- Beliefs in Government (zusammen mit Kenneth Newton). Oxford University Press, Oxford 1995.
- Estranged Friends: The Transatlantic Consequences of Societal Change (zusammen mit Andrew Kohut), Council on Foreign Relations Press, New York 1996.
- Politisches System (zusammen mit Andreas Eisen, Oscar W. Gabriel, Oskar Niedermayer, Hellmut Wollmann), Leske + Budrich, Opladen 1996.
- Eine lernende Demokratie. 50 Jahre Bundesrepublik Deutschland (zusammen mit Günther Schmid). WZB-Jahrbuch 1999, edition sigma, Berlin 1999.